# کوهسرخ (اندیس)
کوهسرخ یک اندیس فلزی است که در حوالی شهر بالا رود استان خراسان قرار دارد و مادهٔ معدنی موجود در آن، مس است.  در این اندیس، پاراژنز‌های هماتیت، پیریت یافت می‌شوند.